# Francisco de Sá de Miranda

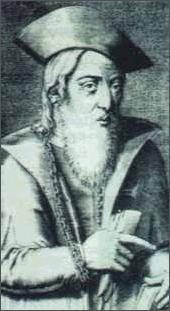
Francisco de Sá de Miranda

Francisco de Sá de Miranda (* 28. August 1485 in Coimbra; † 17. Mai 1558 in Amares) war ein portugiesischer Dichter.

## Leben
Miranda wurde als Sohn einer adligen Familie in Coimbra geboren und studierte an der Universität Lissabon, wo er in der Rechtswissenschaft promovierte (1516) und am königlichen Hof des portugiesischen Königs Manuel I. verkehrte. 1521 ging er nach Italien und lernte dort durch direkten Kontakt mit den wichtigsten literarischen italienischen Persönlichkeiten des Zeitalters die dichterischen Formen der Renaissance kennen. Bei seiner Rückkehr nach Lissabon im Jahre 1526 führte er dort das Sonett, das Hirtengedicht und die italienische Verskunst ein. Seine Komödie Os Estrangeiros (1527) war das erste portugiesische Theaterstück der klassischen Art. Neue Versmaße finden sich auch in seiner Fabula do Mondego und in seinem Hirtengedicht Aleixo. 1530 heiratete er, verließ Lissabon und ließ sich auf seinem Besitztum bei Alto Minho nieder. Seine Dichtungen waren von nun an mit Kritik an der portugiesischen Gesellschaft gespickt. Sein wichtigstes Hirtengedicht Basto (1532) besteht aus einer langen Debatte zwischen zwei Hirten. Cartas und andere Satiren richteten sich gegen gesellschaftliche Korruption und wachsenden Materialismus. Obwohl seine Werke erstmals 1595 erschienen, war sein Einfluss auf die portugiesische Dichtung schon zu seinen Lebzeiten spürbar.